# Andrea Ricci
Andrea Ricci (Senigallia, 23 dicembre 1965) è un politico italiano.

## Biografia
Si è laureato presso l'Università di Ancona in economia e commercio, dove ha conseguito anche il dottorato di ricerca. Ha studiato presso il Graduate Institute of International Studies di Ginevra, conseguendo il Diplome d'Etudes Superieurs in economia internazionale. Ha pubblicato numerosi saggi e articoli. È autore del libro Dopo il liberismo, Fazi Editore, 2004-2006. Insegna presso la facoltà di Economia dell'Università di Urbino.
Nel percorso politico ha militato nella FGCI e nel PCI, poi ha aderito a Rifondazione Comunista dove ha ricoperto gli incarichi di segretario della federazione di Ascoli Piceno e segretario regionale delle Marche. In seguito è diventato responsabile economia del PRC. Alle Elezioni Europee del 1994 è stato candidato dal PRC nella circoscrizione dell'Italia Centrale, ottenendo 4.400 preferenze, senza risultare eletto. 
È stato consigliere regionale delle Marche dal 1995 dal 2005. Nel 2006 è stato eletto Deputato alla Camera come capolista di Rifondazione Comunista nelle Marche; non viene poi rieletto in Parlamento alle Elezioni politiche del 2008.